# إيهاب مطر

إيهاب محمد مطر (مواليد 7 كانون الأول/ديسمبر 1980) هو عضو في مجلس النواب اللبناني عن دائرة الشمال الثانية، ورئيس مجموعة إيهاب مطر للتنمية IMD بالإضافة إلى كونه مؤسس “اللقاء اللبناني” في استراليا. أكاديمي في مجال علوم الطب ويمتلك رؤية قيادية وعزيمة وإصرار في تحقيق المسؤولية الاجتماعية وبرامج التنمية المجتمعية. كما أنه لدي أكثر من 15 عاماّ من الخبرة في مجال إدارة الأعمال واستدامتها ومساندة رواد الأعمال. ويمتلك شخصية سياسية ودبلوماسية عريقة مع جهود في إدارة المسؤوليات الاجتماعية والمبادرات الخيرية، إلى جانب تكريس وقته وجهوده لضمان أفضل مستويات الحياة وتكافؤ الفرص لمجتمعه ووطنه.

## حياته
ولد مطر في 7 كانون الأول 1981 لعائلة مسلمة سنية متواضعة في شمال لبنان-طرابلس. وهو حاصل على شهادة في العمليات الأمنية، ودبلوم في تكنولوجيا المعلومات (هندسة الشبكات) من كليات ألفا بيتا – سيدني، أستراليا. بالإضافة إلى شهادة في التدريب والتقييم TAE40110 من المعهد الأسترالي للصناعة والتدريب، ودرجة البكالوريوس في تكنولوجيا المعلومات من جامعة سنترال كوينزلاند، ودرجة البكالوريوس في العلوم الطبية (تخصص التشريح البشري) و (مرتبة الشرف)، والدكتوراه في الفلسفة (تشريح الإنسان) من جامعة نيو ساوث ويلز.

## حياته المهنية
في عام 2002، انضم مطر إلى دورية مسلحة، وكان حارساً ثابتاً لمحطات القطار في الحد الأقصى للأمن - نيو ساوث ويلز في أستراليا، ثم في عام 2004، انضم إلى دورية مسلحة، وأصبح حارساً مسلحاً، ومراقب حشود عابر في شركة جيس - نيو ساوث ويلز. مشرف أمن في A1 Protection Security -  نيو ساوث ويلز حتى عام 2005، بالإضافة إلى مراقب مناوب في CHUBB Security - Lane Cove - NSW  في عام 2005. كان مطر المؤسس والرئيس التنفيذي لشركة IPS Security Pty Ltd –  ليفربول - نيو ساوث ويلز لمدة 10 سنوات حتى عام 2017. كما كان مؤسس ورئيس مجلس إدارة Quest Effect Pty Ltd - Hornsby - NSW منذ عام 2009. وأخيراً، كان مدرساً في كلية الطب في جامعة نيو ساوث ويلز - كنسينغتون - نيو ساوث ويلز لمدة 3 سنوات منذ عام 2018، قبل أن يقرر الانضمام إلى الحياة السياسية اللبنانية.